# Quốc lộ 301 (Ấn Độ)
Quốc lộ 301 (QL301) là một tuyến quốc lộ ở Ấn Độ. Đây là một tuyến đường nhánh của tuyến Quốc lộ 1. Quốc lộ 301 đi qua địa phận của Ladakh, Jammu và Kashmir.

## Thông tin
Tuyến Quốc lộ 301 có điểm đầu tại Kargil và điểm cuối tại Padum (Zanskar).

## Nút giao lớn
| Địa điểm   | Tuyến     |
| ---------- | --------- |
| Gần Kargil | Quốc lộ 1 |